# Olga Vilujina
Olga Guennádievna Vilujina (en ruso: Ольга Геннадьевна Вилухина; Mezhgorie, 22 de marzo de 1988) es una deportista rusa que compitió en biatlón.
Participó en los Juegos Olímpicos de Sochi 2014, obteniendo una medalla de plata en la prueba de velocidad. Adicionalmente, había obtenido otra medalla de plata, en la prueba de relevo, que le fue retirada al ser el relevo descalificado por dopaje de Olga Záitseva.
Ganó una medalla de bronce en el Campeonato Mundial de Biatlón de 2012 y una medalla de bronce en el Campeonato Europeo de Biatlón de 2010.

## Palmarés internacional
| Juegos Olímpicos   | Juegos Olímpicos      | Juegos Olímpicos  | Juegos Olímpicos |
| Año                | Lugar                 | Medalla           | Prueba           |
| ------------------ | --------------------- | ----------------- | ---------------- |
| 2014               | Sochi (Rusia)         | Medalla de bronce | Velocidad        |
| 2014               | Sochi (Rusia)         | DSC               | Relevos          |
| Campeonato Mundial |                       |                   |                  |
| Año                | Lugar                 | Medalla           | Prueba           |
| 2012               | Ruhpolding (Alemania) | Medalla de bronce | Persecución      |
| Campeonato Europeo |                       |                   |                  |
| Año                | Lugar                 | Medalla           | Prueba           |
| 2010               | Otepää (Estonia)      | Medalla de bronce | Relevo           |